# Thymus sibiricus
Thymus sibiricus — вид рослин родини глухокропивові (Lamiaceae), поширений у Росії й Монголії.

## Опис
Листки від яйцюватих до широко еліптичних, 8–15 мм, оголені, черешкові. Суцвіття головчасте, чашечка бузкова; квітки 5–7 мм завдовжки.

## Поширення
Поширений у Росії (Алтай, Бурятія, Іркутськ, Красноярськ, Тува, Західна Сибір, Якутська обл.) й Монголії.